# Aujeurres
Aujeurres é uma comuna francesa na região administrativa de Grande Leste, no departamento de Haute-Marne. Estende-se por uma área de 12,94 km². Em 2010 a comuna tinha 80 habitantes (densidade: 6,2 hab./km²).